# Stazione di Samoggia
La stazione di Samoggia è una fermata ferroviaria posta sulla linea Milano-Bologna, nel territorio comunale di Anzola dell'Emilia, di cui serve la frazione di Ponte Samoggia, nei pressi dell'omonimo torrente Samoggia. Fu inaugurata nel 1859.

## Storia
La stazione venne attivata nel 1859, all'attivazione della tratta da Piacenza a Bologna.
Venne trasformata in fermata impresenziata il 23 luglio 2006.

## Strutture e impianti
La stazione è dotata di un fabbricato viaggiatori, che ospita una sala d'attesa. I due binari sono serviti da altrettanti marciapiedi, collegati da un sottopassaggio, che funge anche da passaggio per raggiungere la località posta oltre i binari.

## Movimento
Il servizio passeggeri è costituito dai treni della linea S5 del servizio ferroviario metropolitano di Bologna, cadenzati ogni 30 minuti.
I treni sono effettuati da Trenitalia Tper nell'ambito del contratto di servizio stipulato con la regione Emilia-Romagna.
A novembre 2013, l'impianto risultava frequentato da un traffico giornaliero medio di 226 persone. A novembre 2019, la stazione risultava frequentata da un traffico giornaliero medio di circa 354 persone (160 saliti + 194 discesi).

## Servizi
La gestione degli impianti è affidata a Rete Ferroviaria Italiana, società del gruppo Ferrovie dello Stato Italiane, che classifica la stazione nella categoria bronze.
La stazione dispone di:
- Biglietteria automatica
- Sala d'attesa

## Interscambi
La stazione offre i seguenti interscambi:
- Fermata autobus